# Anna von Schade
Anna von Schade (* Juni 1584; † 15. Februar 1644) war nach dem Tod ihres Mannes Dodo zu Innhausen und Knyphausen Herrin des Emslandes.

## Leben
Anna von Schade war die Tochter der Margarete von Schade, geb. von Melschede zu Garbeck und Adam von Schade zu Ihorst. Da ihr Vater noch vor ihrer Geburt starb, heiratete ihre Mutter Margarete am 24. Mai 1588 den Witwer Bernhard Vogt von Elspe zu Borghausen und später zu Bamenohl. Bernhard Vogt von Elspe war in erster Ehe mit Ida von Plettenberg verheiratet gewesen. Bei der Taufe ihres Stiefbruders Adam am 5. März 1609 war Anna Taufpatin. Bei einem Verwandtenbesuch lernte Anna den Dodo zu Innhausen und Knyphausen kennen, Sohn des Reichsfreiherrn Wilhelm zu Inn- und Knyphausen (1557–1631) und der Hyma Manninga, der Erbin des adligen Lütetsburger Besitzes. Dodo und Anna heirateten am 15. September 1610 und zogen nach Stickhausen bei Leer in Ostfriesland. Als Morgengabe erhielt sie neben einer goldenen Kette beträchtlichen Besitz in der Herrlichkeit Innelt zu ihrer freien Verfügung.
Dodo von Inn- und Knyphausen war Heerführer im Dreißigjährigen Krieg. Er fiel bei der Schlacht bei Haselünne als Feldmarschall am 11. Januar 1636. Während seiner Militärjahre hatte Anna ihn, teils auch mit den gemeinsamen Kindern, auf mehreren Feldzügen begleitet. Materielle Not war beiden unbekannt. So bekam Dodo von Inn- und Knyphausen am 2. August 1633 von der schwedischen Krone als besondere Belohnung das Emsland. Anna und Dodo hatten sieben (in der Leichenpredigt ist von acht die Rede) Kinder, von denen allerdings nur Enno Adam und Eva Oriana überlebten. Anna verkaufte das Amt Meppen an Karl Ludwig von der Pfalz für 30.000 Taler. Jedoch erhielt sie nur eine Kaufpreisanzahlung, denn kurz nach dem Vertragsschluss wurde das Emsland von den kaiserlichen Truppen eingenommen. Durch den Verkauf von Waffen und Geschützen erzielte sie weitere 12.000 Taler.
Anna von Innhausen und Knyphausen starb am 15. Februar 1644. Aus Anlass ihres Begräbnisses wurde die Leichenpredigt in Buchform von Peter Lucius in Rinteln an der Weser gedruckt. Anna gehörte der evangelisch-reformierten Kirche an. Sie und ihr Mann sind in der Gruft der Kirche von Jennelt beigesetzt. Am Fußende ihres Sarkophags ist das Stammwappen der Schade mit dem Helm im Schild dargestellt. Laut Leichenpredigt soll die Beisetzung erst am 28. Mai unter „volkreicher und hochansehnlicher“ Beteiligung stattgefunden haben.

## Auszug aus der Leichenpredigt
Sie ist im Jahr 1584, im Monat „Junio“ auf Haus Ihorst von den „fürnehmen adelichen Christ- und Gottseligen Eltern“ in die Welt geboren worden … Zwölf Wochen nach dem Tod Ihres Vaters wurde die Frau General-Ferdmarschallin geboren und von ihrer Mutter in der „Evangelisch Reformierten Religion, in christlicher Zucht und adeliger Tugend“ nicht ohne Mühe und Wiederwertigkeit erzogen … Sie wurde im Jahr 1610 mit dem nunmehr wohlseeligen General-Feldmarschall auf dem Haus Lützburg ehelich vermählt … In dem Ehestand sind sie vom lieben Gott mit sechs Söhnen und zwei Töchtern gesegnet worden, davon aber nicht mehr als ein Sohn und eine Tochter am Leben sind … Also ist auch der Frau General-Feldmarschallin wohlseelig in ihrem Ehestand viel Kreuz und hertz-brechende Widerwärtigkeit zuteil geworden, da ihr Gemahl von Jugend auf dem Kriegswesen nachgezogen ist … In ihrem Ehestand hat sie ihre Haushaltung als tugendhafte „Matron“ wohl vorgestanden und dieselbe sowohl in den vielen Abwesenheiten ihres Herrn, als auch in dessen Gegenwart jederzeit gut geführt. Sie hat nicht nur Freunden und Verwandten, sondern auch vielen Fremden viel Gutes erwiesen.
Gottes Wort hat sie von Herzen geliebt, gelesen und andächtig gehört. „Der seligen Frau sind bei den Predigten und beim Singen die Tränen von der Backe geflossen“ … Den armen „Exulanten“ hat sie über Maßen viel Gutes getan. Unzähligen Witwen und Waisen hat die selige Frau bekleidet. Viele elternlose Kinder hat sie erzogen … „Denkwürdig ist, als die selige Frau ihrem Abschied nahe war, bewegten sich ihre Lippen. Als wir unsere Ohren dicht an ihre Lippen hielten, hörten wir diese Worte: Ich lieg im Streit und Wiederstreb, hilf o Herr Christ dem Schwachen. Als der anwesende Prediger dem Anschein war, dass sie nichts mehr hörte und verschieden sei, antwortete die fromme Frau mit den Worten: Ich höre noch. Sie ist also in andächtigem Gebet und wahrem Glauben in gutem Verstand am Morgen des 15. Februar 1644 zwischen 9 und 10 Uhr verstorben“ … Sie ist mit christlichen und gewöhnlichen „Ceremonien“ in die Ruhekammer des abgelebten seeligen Herrn beigesetzt worden.